# Camper (chaussure)
Pour les articles homonymes, voir Camper.
Camper est une entreprise espagnole fabricant des chaussures. Elle est basée sur l'île de Majorque.

## Histoire
Lorenzo Fluxa a créé l'entreprise en 1975 après avoir hérité de son père d'une fabrique de chaussures, elle-même créée par son propre père en 1877 à Majorque. Lorenzo Fluxa propose pour l’ouverture de son premier magasin en 1981 à Barcelone une révolution de la chaussure. L’artiste fait apparaître des éléments graphiques sur ses créations, à tel point que chacun finit par adopter une paire par goût et non plus par utilité.

## Style

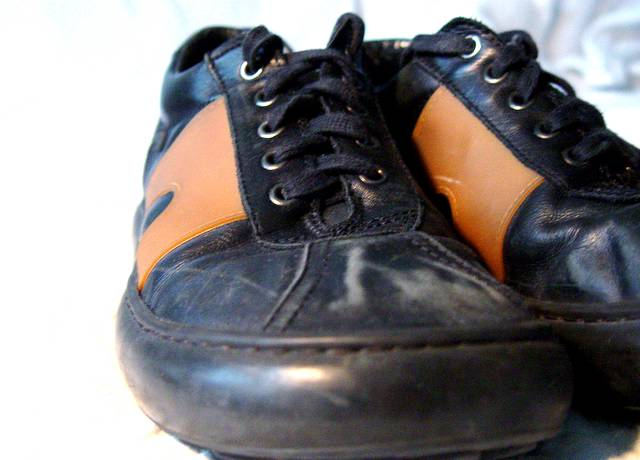
Paire de Camper

Les chaussures Camper sont destinées à des personnes plutôt jeunes et urbaines qui cherchent des chaussures créatives et modernes mais de qualité. La plupart des modèles sont en cuir. Camper travaille régulièrement avec des designers, des architectes et des artistes pour la création de modèles ou l'agencement de boutiques. Par exemple, les frères Ronan & Erwan Bouroullec (designers) ont récemment créé une boutique Camper.

## Création artistique
En juin 2014, à l'image de marques plus connues (comme Nike ou Puma) qui font appel à un directeur artistique pour la conception de leur collection, Camper vient de créer ce poste et le confie au français Romain Kremer.